# Letsie III
Letsie III, né David Mohato Bereng Seeiso, le 17 juillet 1963 à Morija, est roi du Lesotho du 12 novembre 1990 au 25 janvier 1995 puis depuis le 7 février 1996.
À la suite de la destitution de son père Moshoeshoe II par le gouvernement militaire de Justin Lekhanya, il lui succède sur le trône du Lesotho avant d'abdiquer en faveur de son père en 1995. Il accède définitivement au trône à la suite du décès de son père dans un accident de voiture le 15 janvier 1996.

## Biographie
Letsie III fait ses études au Royaume-Uni, à l'Ampleforth College, avant de revenir au Lesotho en 1980. Il obtient une licence de droit à l'Université nationale du Lesotho en 1984 et un diplôme de droit anglais à l'université de Bristol. Il étudie la sociologie du développement à Cambridge et l'agronomie au Wye College.
En 1989, il est nommé Principal chief of Matsieng, une fonction occupée traditionnellement par le prince héritier. En 1990, son père Moshoeshoe II est politiquement déstabilisé par Justin Lekhanya, alors à la tête du gouvernement militaire et est forcé de quitter le trône et de s'exiler au Royaume-Uni. Letsie III monte sur le trône en novembre 1990, alors que Lekhanya entreprend une réforme constitutionnelle vidant de ses pouvoirs la fonction royale.
En 1992, Moshoeshoe II, revenu d'exil, refuse d'occuper une fonction royale qui ne serait qu'honorifique. Letsie III finit pourtant par abdiquer le 25 janvier 1995 en faveur de son père. Après le décès de ce dernier dans un accident de voiture le 15 janvier 1996, Letsie III monte définitivement sur le trône avant d'être couronné officiellement le 31 octobre 1997.
Il assure des fonctions essentiellement honorifiques : la constitution de 1993 dispose que le roi ne peut s'immiscer dans les affaires politiques du royaume.
Il épouse en 2000 Anna Karabo Mots'oeneng, qui devient la reine 'Masenate Mohato Seeiso, et avec laquelle il a deux filles et un fils :
- la princesse Senate Mary Mohato Seeiso, née le 7 octobre 2001 ;
- la princesse 'Maseeiso Mohato Seeiso, née le 20 novembre 2004 ;
- le prince Lerotholi David Mohato Bereng Seeiso, né le 18 avril 2007, prince héritier à sa naissance.

En 2024, il crée le His Majesty King Letsie III Just Energy Transition Fund, afin de convaincre des investisseurs étrangers d'investir dans les énergies renouvelables au Lesotho. 